# Kuala Lumpur Challenger 2 1992
Il Kuala Lumpur Challenger 2 1992 è stato un torneo di tennis facente parte della categoria ATP Challenger Series nell'ambito dell'ATP Challenger Series 1992. Il torneo si è giocato a Kuala Lumpur in Malaysia dal 16 al 22 novembre 1992 su campi in cemento.

## Vincitori

### Singolare
Chris Wilkinson ha battuto in finale  Roger Smith con il punteggio di 6–3, 6–1

### Doppio
Mitch Michulka /  Mark Petchey hanno battuto in finale  Owen Casey /  Donald Johnson con il punteggio di 7–6, 6–1